# Petar I. Bugarski
Petar I. (bug. Петър I) (? – 30. siječnja 970.) bio je car Bugarske, koji je vladao od 27. svibnja 927. do svoje abdikacije, 969. te je i danas slavljen kao svetac u Bugarskoj pravoslavnoj crkvi. Njegovi su roditelji bili car Simeon Veliki i njegova druga supruga, sestra Georgija Sursuvula.
Kako bi se u očima bugarskih plemića dokazao kao monarh dostojan svog oca, Petar je napao Traciju 927., ali je bio spreman na primirje koje je ponudio bizantski car Roman I. Lakapen. Petar je oženio Romanovu unuku Mariju 8. studenog iste godine, u crkvi svete Marije. Marija, Petrova supruga, dobila je novo ime Irena („mir”). Roman je priznao Petra za cara te je Bizantsko Carstvo opet počelo plaćati danak Bugarskom Carstvu.
Oko 930. godine, protiv Petra se pobunio njegov mlađi brat Ivan, koji je pobijeđen te je poslan u progonstvo. Ubrzo nakon tih događaja, Petrov stariji polubrat, Mihael Bugarski, pobjegao je iz svog samostana te je također digao pobunu protiv Petra, ali je uskoro umro. Najmlađi Petrov brat, Benjamin (također zvan Bojan), bio je optužen da je čarobnjak, no nije predstavljao nikakvu stvarnu opasnost. Oko 933., srpski knez Časlav Klonimirović je uz prešutnu bizantsku pomoć uspio osloboditi Srbiju od bugarske vlasti. Tijekom Petrove vladavine, Bugarskom se počelo širiti bogumilstvo te je Petar zatražio savjet carigradskog patrijarha Teofilakta.
Nakon smrti Petrove supruge, njegov se odnos s Bizantom znatno pokvario. Bizantski vladar Nikefor II. Foka odbio je godine 966. platiti danak Bugarskoj, objašnjavajući to činjenicom da je Petar ušao u savez s Mađarima. Nikefor je zatražio od ruskog kneza Svjatoslava I. da napadne Bugarsku, što je ovaj i učinio te je on pobijedio Bugare u bitci kod Silistre, postavši gospodar 80 bugarskih utvrda. Nikefor je bio zapanjen uspjehom svog saveznika, no kako je smatrao da Svjatoslav ima druge namjere, odlučio je pomiriti se s Bugarskom. Godine 969., Svjatoslav je opet napao Petrovo carstvo, ponovno pobijedivši Bugare te je Petar abdicirao i postao redovnik. Naslijedio ga je sin, Boris II. Bugarski.